# 236 v. Chr.
Portal Geschichte | Portal Biografien | Aktuelle Ereignisse | Jahreskalender | Tagesartikel

◄ |
4. Jahrhundert v. Chr. |
3. Jahrhundert v. Chr. |
2. Jahrhundert v. Chr. |
►

◄ | 250er v. Chr. | 240er v. Chr. | 230er v. Chr. | 220er v. Chr. |
210er v. Chr. |
►

◄◄ | ◄ | 239 v. Chr. | 238 v. Chr. | 237 v. Chr. | 236 v. Chr. |
235 v. Chr. |
234 v. Chr. |
233 v. Chr. |
► |
►►
Staatsoberhäupter

## Ereignisse
- Römischer Feldzug gegen die Ligurer. Dabei erobert Lentulus eine Reihe von Festungen.
- Zwischen Boiern und von jenseits der Alpen kommenden Galliern kommt es bei Rimini zu Feindseligkeiten.

## Gestorben
- Quintus Lutatius Cerco, römischer Konsul

- um 236 v. Chr.: Mahinda, Sohn des indischen Maurya-Königs Ashoka, führte den Buddhismus in Sri Lanka ein (* um 273 v. Chr.)